# Erviti
Erviti (Erbiti en euskera y de forma oficial) es una localidad española de la Comunidad Foral de Navarra perteneciente al municipio de Basaburúa Mayor y al concejo de Oroquieta-Erviti. 
Está situado en la Merindad de Pamplona, en la comarca de Ultzamaldea, y a 27 km de la capital de la comunidad, Pamplona. Su  población en 2021 era de 40 habitantes (INE), la superficie del núcleo de viviendas es de 0,02496 km² .

## Geografía física

### Situación
La localidad de Erviti está situada en la parte sureste del municipio de Basaburúa Mayor a una altitud de 545 m s. n. m. Su núcleo urbano tiene una superficie de 0,02496 km² y su término limita al norte con el de Oroquieta; al este con el concejo de Ilarregui; al sur con el municipio de Imoz y al oeste con el concejo Garzarón.
|                 | Norte: Oroquieta |                 |
| Oeste: Garzarón |                  | Este: Ilarregui |
|                 | Sur: Imoz        |                 |

## Demografía

### Evolución de la población
| Gráfica de evolución demográfica de Erviti entre 2000 y 2011 |
|                                                              |
| Datos según el nomenclátor publicado por el INE.             |